# Alfacar (kommunhuvudort)
Alfacar är en kommunhuvudort i Spanien. Den ligger i provinsen Provincia de Granada och regionen Andalusien, i den södra delen av landet, 400 km söder om huvudstaden Madrid. Alfacar ligger 929 meter över havet och antalet invånare är 4 949.
Terrängen runt Alfacar är lite bergig. Runt Alfacar är det mycket tätbefolkat, med 1 463 invånare per kvadratkilometer. Närmaste större samhälle är Granada, 6,4 km sydväst om Alfacar. Runt Alfacar är det i huvudsak tätbebyggt.